# 3970 Herran
3970 Herran este un asteroid din centura principală, descoperit pe 28 iunie 1979 de Carlos Torres.